# 瀾

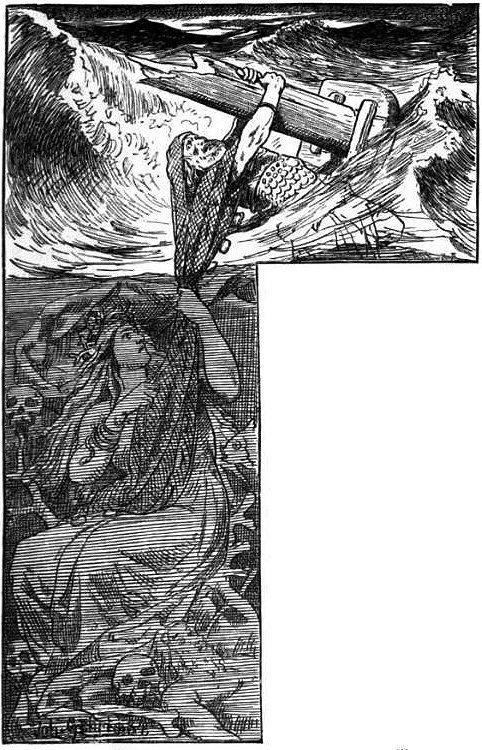
插畫家 Johannes Gehrts 描繪 Rán 將人拖入海裡的作品，繪成於1901年。

瀾（古諾斯語：Rán，意即「搶劫」、「盜竊」或「掠奪」）是海洋的化身，也是北歐神話最強大的女神之一。她和丈夫埃吉爾是海洋的神聖力量，他們有九位女兒，她們是海浪的化身。她製造海上風暴，並導致許多航海者死亡。 她被描述以網子將人們拖入河裡或海裡。 她的出身和背景很少被描述，這可能增加許多人對她的恐懼。

## 參看
- 亞薩神族
- 華納神族